# Attribútum (számítástechnika)
Az attribútum informatikai értelemben is több jelentésben használt fogalom, mely jelentéstartalmakat az fogja össze, hogy valamely (fizikai vagy logikai) objektum milyen tulajdonságokkal ruházható fel. Az objektum (elvi) definíciójában ezeknek a tulajdonságoknak szerepelniük kell, az objektum konkrét létrejöttekor ezen tulajdonságok valamilyen értéket kapnak (esetleg a „semmilyen” (null, null value, nil) értéket), ezek együttesét nevezzük az informatikában (is) az objektum attribútumainak.
Az objektum jellegétől függ tehát, hogy az attribútum konkrétan mi is lehet. Például a fájlrendszerekben a fájloknak és könyvtáraknak a hozzáférések jellegét szabályozó, a térinformatikában, a CAD-rendszerekben az egyes geometriai elemeknek logikai, szöveges és/vagy számszerű attribútumaik lehetnek.

## Állományok (fájlok) attribútumai
A fájlrendszerekben az egyes fájlok, könyvtárak tulajdonságait, felhasználhatóságát, hatóköreit leíró jelölések az attribútumok. Az, hogy milyen attribútumokat vehetnek fel a fájlok, a fájlrendszertől függ.
Attribútumok listája (NTFS fájlrendszerben):
| Név (magyar)         | Név (angol)         | Tulajdonság |
| -------------------- | ------------------- | --- |
| Csak olvasható       | Read only           | A fájlt csak olvasni lehet, módosítani a tartalmát, áthelyezni és törölni nem. |
| Rejtett              | Hidden              | Ha egy fájl rejtett, nem szerepel a közönséges könyvtárlistában, külön beállítás alapján megjeleníthetők. |
| Rendszer             | System              | A fájl az operációs rendszer része vagy az operációs rendszer közvetlenül használja azt. Az ilyen attribútummal rendelkező fájlokat nem ajánlott módosítani, törölni vagy áthelyezni, mert az a rendszer instabilitásához, összeomlásához vezethet.         |
| Archív               | Archive             | Kijelöli a fájlt visszaállításra vagy eltávolításra. Főleg alkalmazások használják ezt az attribútumot, de biztonsági mentés készítésekor is mentésre kerülnek az ezzel az attribútummal rendelkező fájlok.                                                 |
| Eszköz               | Device              | Fenntartja a fájlt későbbi használatra. (Felhasználó által nem beállítható) |
| Ideiglenes           | Temporary           | A programok és az operációs rendszerek is létrehoz(hat)nak ideiglenes fájlokat a háttérben futás közben a lehető leggyorsabb adatelérés érdekében. Amint nincs szükség többé az ideiglenes fájlokra, törlésre kerülnek. (Felhasználó által nem beállítható) |
| Tömörített           | Compressed          | A fájl tömörített formában tartalmaz adatokat, értelmezéséhez először ki kell csomagolni. |
| Offline              | Offline             | A fájl megkapja ezt az attribútumot, ha az adatokat nem képes azonnal rendelkezésre bocsátani. (Felhasználó által nem beállítható) |
| Nem tartalomindexelt | Non Content Indexed | A fájl nem lesz indexelve az operációs rendszer indexelő-szolgáltatása által. |
| Titkosított          | Encrypted           | Fájl esetében ez az attribútum azt jelenti, hogy minden adatot titkosított formában tárol, tehát nem képes közvetlenül értelmezhető adat reprezentálására.                                                                                                  |